# Copris howdeni
Copris howdeni là một loài bọ cánh cứng trong họ Bọ hung (Scarabaeidae).